# Port Norris
Port Norris es un lugar designado por el censo ubicado en el condado de Cumberland en el estado estadounidense de Nueva Jersey. En el año 2010 tenía una población de 1.377 habitantes y una densidad poblacional de 77,36 personas por km².

## Geografía
Port Norris se encuentra ubicado en las coordenadas 39°14′47″N 75°2′4″O / 39.24639, -75.03444.

## Demografía
Según la Oficina del Censo en 2000 los ingresos medios por hogar en la localidad eran de $38,194 y los ingresos medios por familia eran $42,813. Los hombres tenían unos ingresos medios de $36,513 frente a los $22,176 para las mujeres. La renta per cápita para la localidad era de $16,195. Alrededor del 16.1% de la población estaba por debajo del umbral de pobreza.